# Коттью, Мален
Мален Коттью (Андерсен) (норв. Malene Trosten Cottew (Andersen); 20 сентября 1993, Киркенес, Норвегия) — норвежская гонщица на снегоходах, двукратная обладательница Кубка мира по кроссу на снегоходах среди женщин (2023, 2024). Четырёхкратная чемпионка США по кроссу на снегоходах среди женщин (чемпионат Amsoil Championship Snocross, класс Pro AM Woman) сезонов 2016/2017, 2020/2021, 2021/2022 и 2022/2023.

## Спортивная карьера
Мален начала участвовать в соревнованиях в возрасте 18 лет. Её менеджером и главным помощником во всём был её отец Терье Андерсен.
В Кубке мира по кроссу на снегоходах она принимала участие с первого же года, 2014-го. В последующие годы она несколько раз была в шаге от победы, дважды став вице-чемпионкой и завоевав две бронзы. Фактически Андерсен попадала в призёры Кубка во все годы, когда она принимала участие, за исключением сезона 2017-го.
В 2021 году из-за многочисленных травм и в частности после перелома челюсти Мален хотела завершить карьеру. Тем не менее, она продолжила выступления и добилась высшего успеха: в четвёртый раз выиграла чемпионат США Amsoil Championship Snocross и, наконец, стала чемпионкой мира, одержав победу в обоих заездах чемпионата, проходившего в Норвегии. Коттью стала первой норвежкой, выигравшей чемпионат, причём как среди мужчин, так и среди женщин (до того чемпионаты выигрывали шведы, финны и американцы).

## Семья
В 2021 году Мален Андерсен вышла замуж за американского пилота снегоходов Коула Коттью. Вместе они ведут Youtube-канал TwoCottews о буднях пилотов.

## Результаты выступлений в Кубке мира по кроссу на снегоходах среди женщин
| Год  | Снегоход   | 1      | 2      | 3      | 4      | Место | Очки |
| ---- | ---------- | ------ | ------ | ------ | ------ | ----- | ---- |
| 2014 | Polaris    | SWE 3  |        |        |        | 3     | 20   |
| 2016 | Arctic Cat | FIN 3  | NOR 3  |        |        | 3     | 40   |
| 2017 | Arctic Cat | SWE 16 |        |        |        | 16    | 5    |
| 2018 | Arctic Cat | FIN1 1 | FIN2 2 |        |        | 2     | 47   |
| 2019 | Lynx       | FIN1 2 | FIN2 2 |        |        | 2     | 44   |
| 2023 | Ski-Doo    | NOR1 1 | NOR2 1 |        |        | 1     | 50   |
| 2024 | Ski-Doo    | FIN1 1 | FIN2 1 | NOR1 1 | NOR2 1 | 1     | 120  |